# 岐阜県道64号可児金山線

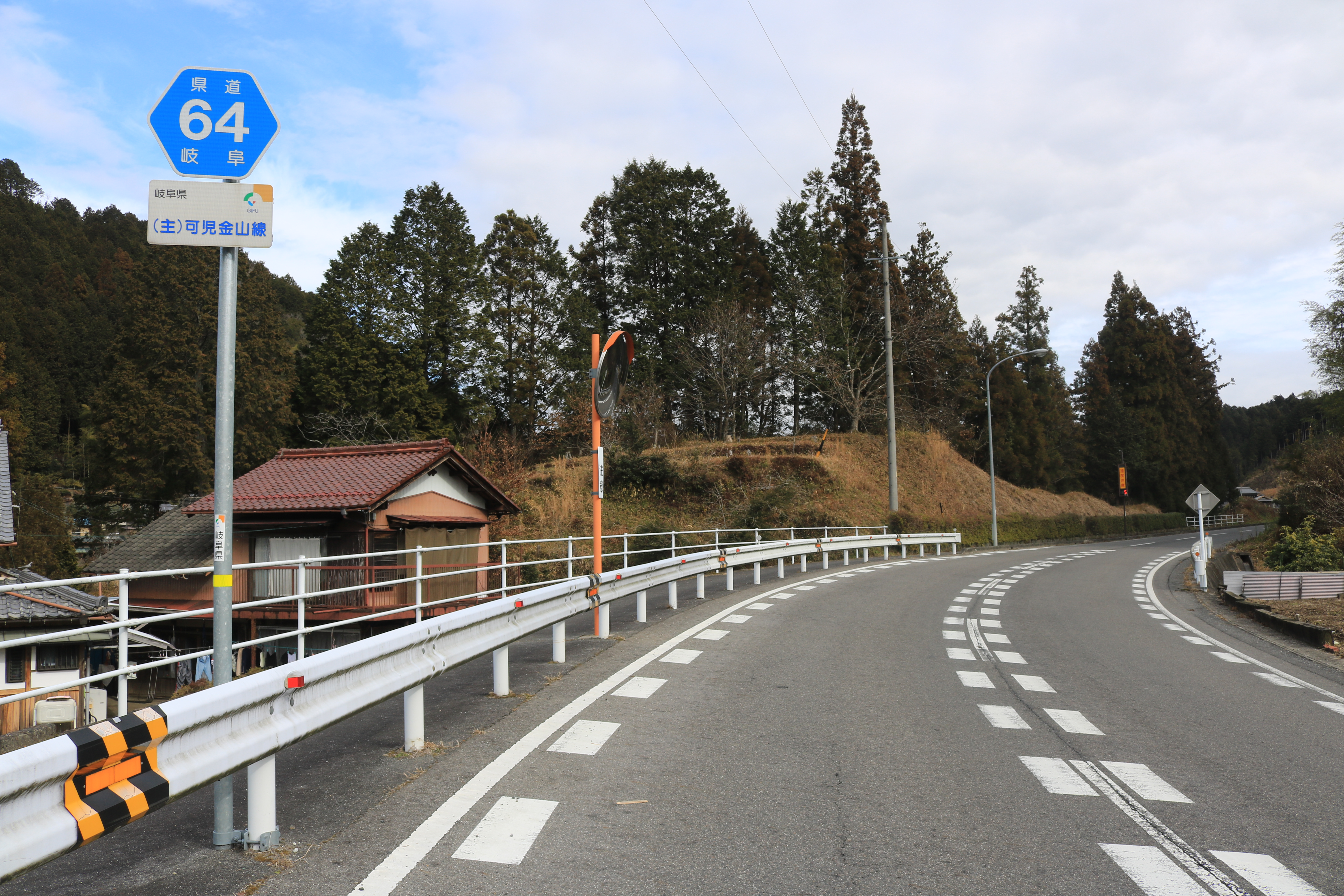
岐阜県道64号可児金山線、加茂郡七宗町神渕にて

岐阜県道64号可児金山線（ぎふけんどう64ごう かにかなやません）は岐阜県可児市から美濃加茂市を経由して同県下呂市に至る県道（主要地方道）である。

## 概要
可児市中心部の末広2交差点（岐阜県道84号土岐可児線交点）を起点として北上する。子守大橋（可児川）、川合大橋（木曽川）を渡り、美濃加茂市に入る。飛騨川の東側（左岸）に沿って美濃加茂市東部と加茂郡川辺町内を北上し、川辺町下吉田・上川辺の川辺大橋で飛騨川を渡る。上川辺交差点で国道41号に接続し、加茂郡七宗町中麻生の七宗橋交差点まで重複する。
国道41号・飛騨川から離れた後、神淵川に沿って進む。七宗町神渕で岐阜県道58号関金山線と接続し、終点まで重複する。袋坂トンネルを抜けて下呂市に入り菅田川に沿って進み、下呂市金山町金山の井尻交差点（国道41号交点）が終点である。
可児市・美濃加茂市間はJR太多線に、美濃加茂市・七宗町上麻生間は飛騨川とJR高山本線に沿っている。

### 路線データ
- 起点：岐阜県可児市広見（末広2交差点=岐阜県道84号土岐可児線交点）
- 終点：岐阜県下呂市金山町金山（井尻交差点=国道41号〔国道256号重複〕交点）
- 実延長：21.996 km[1]

## 歴史
- 1993年（平成5年）5月11日 - 建設省から、県道可児金山線が可児金山線として主要地方道に指定される[2]。

## 路線状況

### 別名
- 飛騨街道（可児市、美濃加茂市、川辺町、七宗町、下呂市）
- 飛騨木曽川ユリノキ街道（下呂市）

### 重複区間
- 国道418号（川辺町福島 福島段交差点・福島神田交差点間）

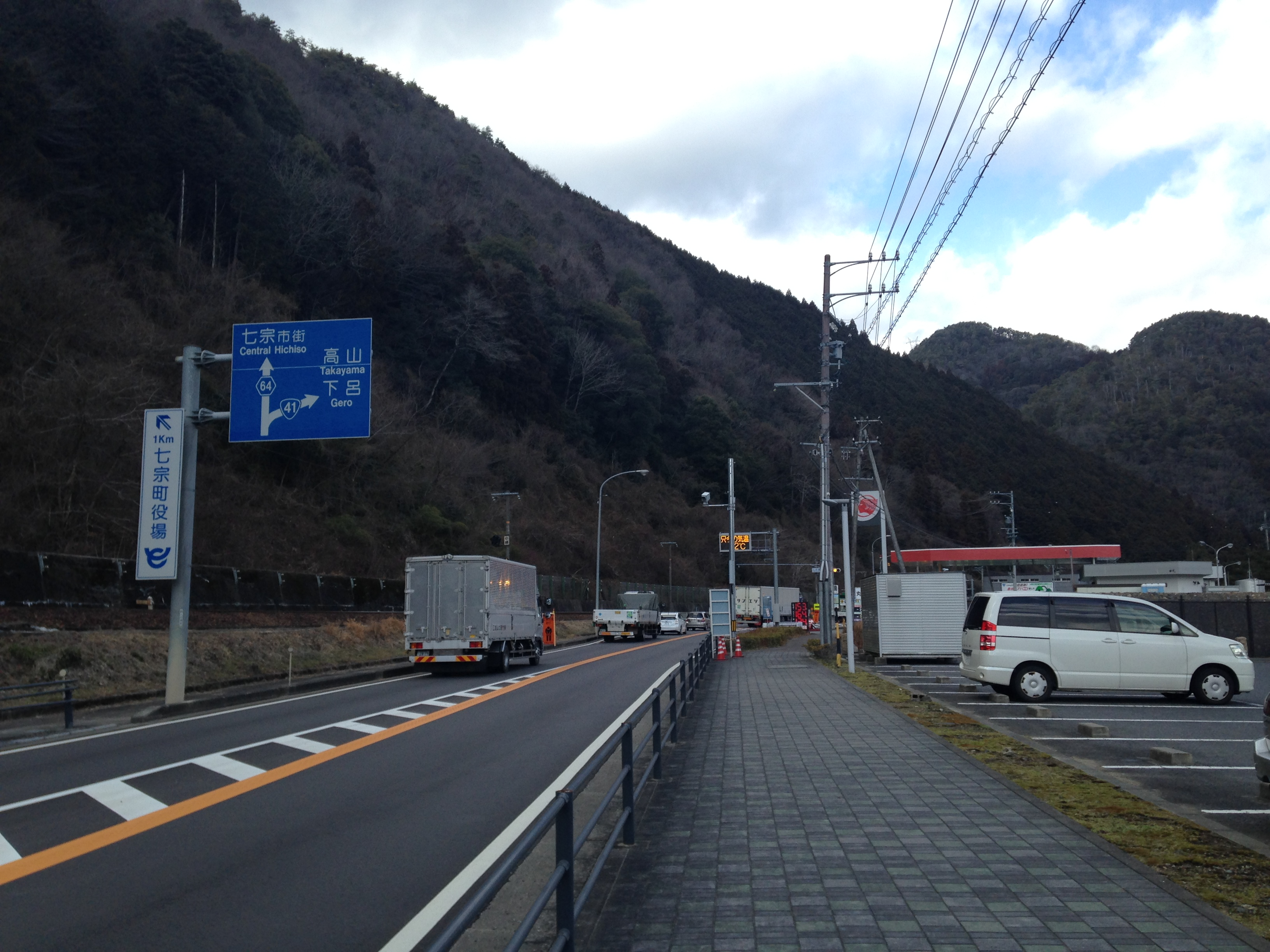
七宗町内、国道41号との重複区間

- 国道41号（川辺町 上川辺交差点・七宗町中麻生 七宗橋交差点間）
- 岐阜県道354号上麻生停車場線（七宗町上麻生）
- 岐阜県道58号関金山線（七宗町神渕 神渕上中切交差点・下呂市金山町金山 井尻交差点間）

### 道路施設
橋梁
- 子守大橋（可児川、可児市）
- 川合大橋（木曽川、可児市 - 美濃加茂市）
- 川辺大橋（飛騨川、川辺町）

トンネル
- 袋坂トンネル（七宗町 - 下呂市）：岐阜県道58号関金山線重複区間

道の駅
- 道の駅ロック・ガーデンひちそう（七宗町）：国道41号重複区間

## 地理

### 通過する自治体

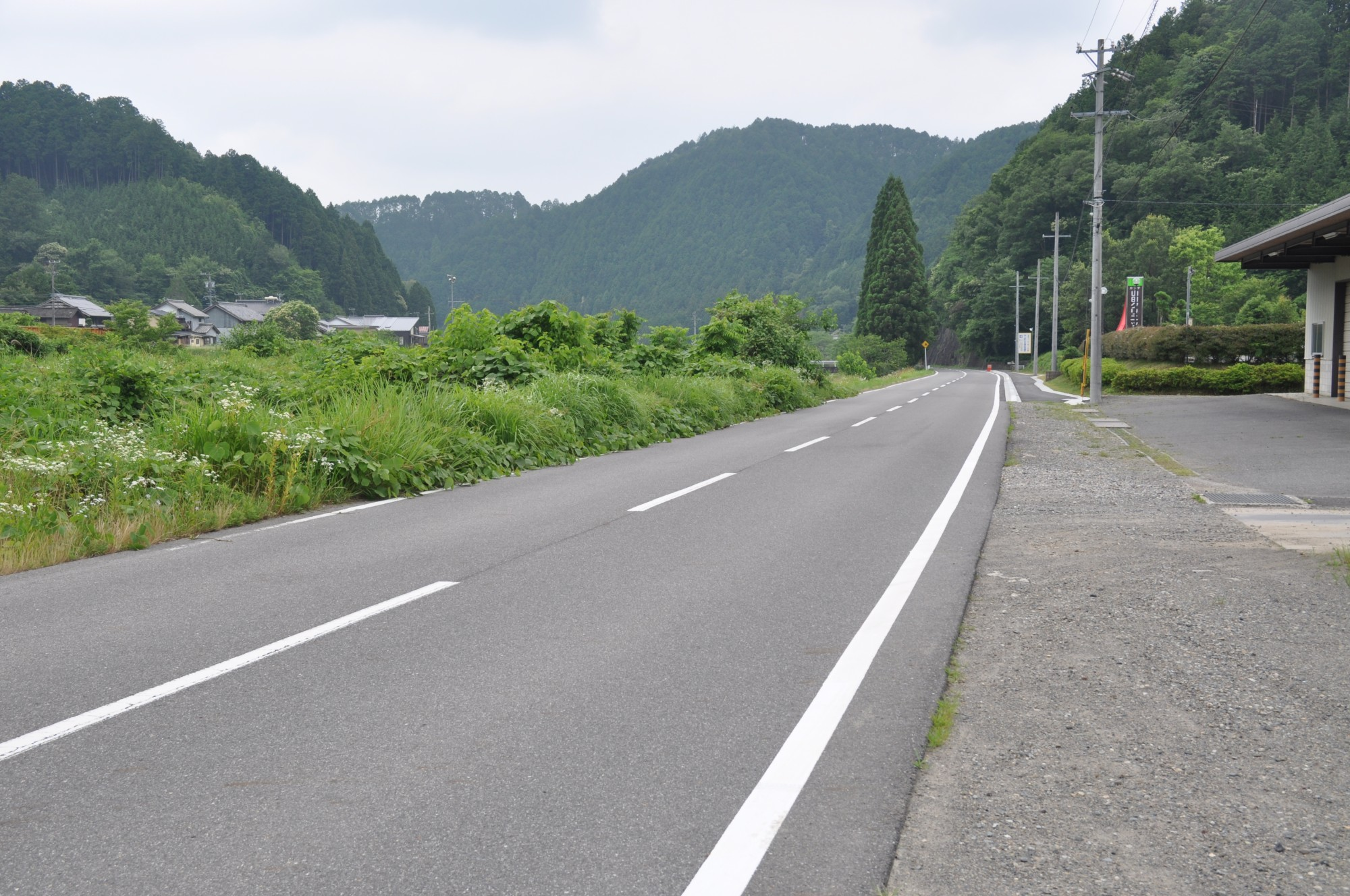
七宗町神淵地内

- 岐阜県
可児市 - 美濃加茂市 - 加茂郡川辺町 - 加茂郡七宗町 - 下呂市

### 交差する道路
可児市
- 岐阜県道84号土岐可児線（広見 末広2交差点）
- 岐阜県道341号御嵩可児線（広見5交差点）
- 岐阜県道363号可児停車場線（広見5交差点）
- 岐阜県道122号御嵩犬山線（中恵土 子守神社南交差点）
- 国道21号（中恵土交差点）

美濃加茂市
- 岐阜県道350号野上古井線（下米田町今交差点）

加茂郡川辺町
- 国道418号（福島段交差点、福島神田交差点、比久見交差点）
- 国道41号（上川辺交差点）

加茂郡七宗町
- 国道41号（七宗橋交差点）
- 岐阜県道354号上麻生停車場線（上麻生）
- 岐阜県道97号富加七宗線（神渕）
- 岐阜県道58号関金山線（神渕 神渕上中切交差点）

下呂市
- 岐阜県道294号上之保下袋坂線（金山町菅田笹洞）
- 国道41号（国道256号重複）（金山町金山 井尻交差点）

### 沿線
- 可児市役所
- 岐阜県警察可児警察署
- 子守神社
- 岐阜県立可児工業高等学校
- 川合考古資料館
- 美濃加茂市立下米田小学校
- 岐阜県立可茂特別支援学校
- JR高山本線下麻生駅
- 日本最古の石博物館
- JR高山本線上麻生駅
- 七宗町役場
- 七宗町立上麻生小学校
- 七宗町体育館
- 七宗町立神渕中学校
- 七宗町立神渕小学校
- 神淵川
- 菅田川